# Santa Maradona
Santa Maradona è un film del 2001 scritto e diretto da Marco Ponti, esordiente alla regia di un lungometraggio, interamente girato a Torino. Il titolo è preso da una canzone del gruppo francese Mano Negra, contenuta nell'album Casa Babylon del 1994.

## Trama
Andrea Straniero, laureato in lettere, 27 anni, è l'emblema di una generazione ricca di insicurezze, che passa da un colloquio di lavoro all'altro con scarsi successi. Il ragazzo vive a Torino in un appartamento con il suo amico Bartolomeo Vanzetti detto "Bart", con il quale condivide la monotonia di tutti i giorni. Bart, dal canto suo, si definisce critico letterario, ma in realtà si fa mandare le recensioni da un cugino in Sicilia per inoltrarle al giornale una volta firmate: di fatto passa le giornate a poltrire. I due hanno anche un'amica italo-indiana, Lucia, fidanzata con Marco, un ragazzo egocentrico e presuntuoso che pare ostentare una sicurezza solo di facciata, ragion per cui Bart, da cinico e indolente, non perde occasione per suggerire all'amica di lasciarlo.
Andrea e Bart vivono di espedienti. Talvolta si dilettano a rubare nei negozi per provare quel brivido che sembra mancare alle loro giornate. Un tempo vivevano con un terzo amico, Pier, in viaggio da molti mesi (tornerà improvvisamente a casa in stato d'incoscienza per le troppe droghe prese), ma senza di lui la casa è troppo costosa: perciò, prima di uscire, devono sempre controllare che il minaccioso proprietario non sia appostato per riscuotere gli affitti arretrati. Andrea e Bart sono estremamente appassionati di calcio, cinema e lettura.
Correndo all'ennesimo colloquio, Andrea si scontra con Dolores, giovane attrice di teatro e maestra supplente di scuola elementare, da cui rimane folgorato. Casualmente la reincontra tempo dopo: lei è sfuggente, ma lui riesce a rintracciarla. Tra i due nasce una storia d'amore, fin quando lei confessa di essere andata a letto con il regista di uno spettacolo teatrale a cui aspirava, due giorni prima di conoscere Andrea. Il ragazzo la lascia immediatamente, ma Bart tenta di fargli capire l'errore: la ragazza non l'ha tradito, anzi, è positivo che abbia confessato il gesto e Andrea sbaglia a concentrarsi su un particolare insignificante di Dolores, perdendosi la spettacolarità della persona.
Nel frattempo Andrea riesce a superare due colloqui di lavoro per una grossa azienda. Una sera, in discoteca rivede Dolores: i due si baciano, ma Andrea è ancora arrabbiato e si separano nuovamente. Al colloquio finale ripensa all'incontro: mentre il direttore creativo gli propone un lavoro a Roma, Andrea rifiuta per poter rimettere a posto il rapporto con Dolores.
La scena finale vede lo sfogo di Andrea con Bart. Il primo è completamente disilluso dalla vita monotona che li affligge, il secondo sottolinea che più di tanto non si può fare, ma una cosa è certa: Andrea sta subendo questa monotonia a cui dovrebbe mettere fine tornando da Dolores. I due litigano violentemente, anche perché il rimprovero arriva proprio da Bart, emblema dell'accidia. Alla fine Andrea accetterà di "rimettere a posto le cose" in un finale aperto.

## Titolo
Il regista Marco Ponti ha dichiarato in un'intervista:
(Marco Ponti)

## Colonna sonora
1. Santa Maradona (Mano Negra)
2. Lost (Motel Connection)
3. Two (Motel Connection)
4. All Over (Motel Connection)
5. Fresh 'n Up (Motel Connection)
6. Moonflower (Motel Connection)
7. DB Volante (Motel Connection)
8. V-Brain (Motel Connection)
9. The Light of the Morning (Motel Connection)
10. Load (Motel Connection)
11. The Light of the Morning (microphone mix) (Motel Connection)
12. Nuvole Rapide (Subsonica)

## Riconoscimenti
- 2002 - David di Donatello
  - Miglior regista esordiente a Marco Ponti[2]
  - Miglior attore non protagonista a Libero De Rienzo[3]
- 2002 - Festival internazionale del cinema di Mar del Plata
  - Premio FIPRESCI[4]
  - Miglior attore a Libero De Rienzo[4]
- 2002 - Ciak d'oro
  - Miglior opera prima[5]